# Condor Soaring Simulator
Condor: The Competition Soaring Simulator o Gliding Simulator es un simulador de vuelo a vela desarrollado en 2005 por Sniper que ofrece mucho realismo en varios aspectos como la meteorología, la dinámica de vuelo etc.
Están disponibles más de 9 planeadores recreados de modelos reales, así como también sus cabinas en 3D y su comportamiento en el aire, clasificados según la envergadura. Cada uno de ellos cuenta con un dispositivo PDA con GPS, datos del vuelo, meteo etc.
El simulador también cuenta con una escuela de vuelo para principiantes hasta expertos, menú de planificación de vuelo, analizador de vuelo, posibilidad de grabar y ver repeticiones, y función multijugador.